# Romy Straßenburg

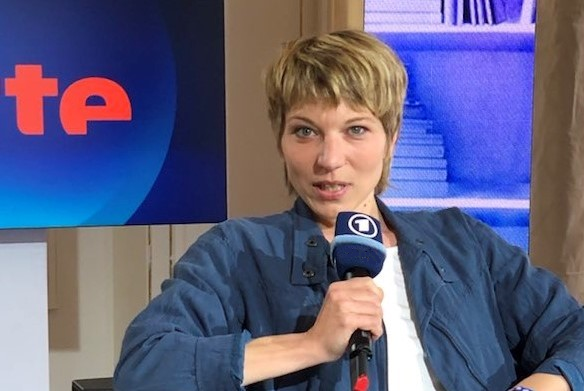
Romy Straßenburg (2021)

Romy Straßenburg (geboren 1983 in Ost-Berlin) ist eine deutsche Journalistin, Autorin, Moderatorin und Reporterin.

## Leben
Romy Straßenburg studierte von 2002 bis 2008 mit dem Abschluss Magistra Französisch, Geschichte und Soziologie. 2004 absolvierte sie ein Praktikum bei der französischen regionalen Tageszeitung L’Est Républicain. Seit 2008 lebt und arbeitet sie in Paris.
Im selben Jahr gewann sie mit dem Online-Projekt Generation 80 den Deutsch-Französischen Journalistenpreis. 2014 wurde sie für den Preis erneut nominiert, und zwar in der Kategorie „Schreiben“ für Lost in France (bei The European) und in der Kategorie „Video“ für Preiskampf – Was ist unser Essen wert? (bei Arte, zusammen mit Klaus Balzer). 2016 wurde sie für den Adolf-Grimme-Preis nominiert.
Romy Straßenburg hat, aus Sicherheitsgründen unter dem Pseudonym Minka Schneider, für Charlie Hebdo als Chefredakteurin der deutschen Ausgabe gearbeitet und lehrt am Institut pratique du journalisme (IPJ), einer Journalistenschule an der Université PSL in Paris.
Sie schreibt für deutsche Zeitungen wie Der Freitag und Der Tagesspiegel. Sie moderierte gemeinsam mit Bianca Hauda die Sendung culture@HOME, die während der Ausgangssperre in der COVID-19-Pandemie in Deutschland 2020 gestartet wurde. Beide moderieren die Nachfolgesendung Twist auf Arte.
2019 veröffentlichte sie ihr erstes Buch auf Deutsch, Adieu Liberté: Wie mein Frankreich verschwand. In dem Sachbuch weist sie auf die gesellschaftlichen Veränderungen und die damit einhergehenden Auswirkungen auf das Leben der Franzosen und Deutschen ihrer Generation hin.

## Veröffentlichungen
- Adieu liberté: Wie mein Frankreich verschwand. Ullstein Verlag, 2019, ISBN 978-3-96101-035-6.